# 村田諒太
村田 諒太（むらた りょうた、1986年〈昭和61年〉1月12日 - ）は、日本の元プロボクサー。奈良県奈良市出身。ロンドンオリンピックミドル級金メダリスト。元WBA世界ミドル級スーパー王者。帝拳ボクシングジムに所属していた。オリンピック金メダルとプロ世界チャンピオンの両方達成した初の日本人ボクサー。血液型AB型。
マッチメイクは帝拳プロモーションとトップランク社が担当していた。トレーナーはプロ転向当初はイスマエル・サラスだったが、田中繊大とホルヘ・リナレスの弟であるカルロス・リナレスが務めていた。入場テーマ曲は映画『パイレーツ・オブ・カリビアン』のテーマ曲である「He's a Pirate（彼こそが海賊）」。

## 来歴
両親が共に公務員の家庭に3人兄弟の末っ子として生まれた。小学校6年生の時に両親が離婚（ただし両親は離婚後も同居中である）、村田は当時のことを「崩壊した家庭環境が辛くて嫌でたまらなかった」と振り返っている。

### 学生時代
5歳から水泳に親しみ、奈良市立伏見中学校では陸上部に所属。1500メートル走で奈良市大会4位の成績を残すが長続きしなかった。家庭の事情もあり、街中で喧嘩をするなどすさんでいた村田が金髪で登校したところ、当時の担任であった北出忠徳教諭に視聴覚室に連れ込まれ「お前、何かやりたいことはないんか？」との問いに、村田が「ボクシングやったら、やるわ」と答えたことがボクシングを始めるきっかけとなった。北出の手配で、その週末から地元の奈良工業高等学校（現奈良県立奈良朱雀高等学校）のボクシング部（当時の主将は名城信男）が主催する週末ボクシング教室に通いはじめる。ロサンゼルスオリンピック日本代表で同校ボクシング部監督の高見公明によれば、当初から陸上競技仕込みのスピードがあったが、パワーは後の練習で身についたものだという。しかし練習が辛く、わずか2週間ほどで行くのをやめてしまう。その後、再び奈良工業高等学校のボクシング練習に顔を出すようになるも2ヶ月ほどで足首を負傷し、以降二度と練習に顔を出さなくなる。中学校3年生から大阪の進光ボクシングジムでトレーニングを始める。授業にほとんど出ていなかったこともあって勉強は不得意で中学3年生時の通信簿は「1」と「2」だけであった。
南京都高等学校に進学、高校初戦は黒星スタートであったが徐々に頭角を現し、高校2年時で選抜・総体・国体の高校3冠を達成。また3年時でも選抜と総体を制して高校5冠を達成し、最後の国体で粟生隆寛に次ぐ史上2人目の高校6冠の達成がかかっていたが、2府4県が団体戦により3枠を争う国体近畿予選で村田自身はミドル級で優勝するも京都チームが団体戦4位に留まり、国体出場を逃す。国体に出られなくなった代わりに全日本選手権に参戦するも、決勝で佐藤幸治に1回RSC負けに終わる。
卒業後は東洋大学経営学部経営学科へ進学しボクシング部に所属。2004年に全日本選手権初優勝。
2005年にはキングスカップに出場、前年のアテネオリンピックミドル級銅メダリストでムエタイで魔裟斗に勝ったこともあるスリヤー・ソー・プルンチットに決勝で敗れ、銀メダルを獲得。同年、アジア選手権にミドル級(75 kg)で出場し銅メダルを獲得。同年、世界選手権にミドル級(75 kg)で出場するが1回戦で敗退した。
2006年にはアジア大会代表に選ばれるが1回戦でアテネオリンピックウェルター級金メダリストのバクシャー・アルタエルに5-24で敗退する。アルタエフとは半年後のキングスカップで再戦するが再び敗退した。
2007年には世界選手権にミドル級(75 kg)で出場するも2回戦でショーン・エストラーダに敗退した。同年の全日本選手権では2度目の優勝を収めたが、2008年1月のオリンピック・アジア1次予選で準決勝敗退、3月のオリンピック・アジア2次予選でも初戦敗退してオリンピック出場権を獲得できず、北京オリンピック出場が完全に消滅したことで現役引退を決めた。
2008年3月に東洋大学を卒業。学校法人東洋大学に就職し大学職員 兼 ボクシング部コーチとして勤務。
2009年、2月に起きた東洋大学ボクシング部元部員の不祥事をきっかけに1年半ぶりの現役復帰を決意。2009年から2011年にかけて全日本選手権で3連覇を果たす。
2010年、カザフスタン大統領杯にミドル級(75 kg)で出場するが2回戦敗退。
2011年7月、インドネシア大統領杯にミドル級(75 kg)で出場し初の国際大会優勝。
2011年8月、アジア選手権で2回戦敗退。
2011年10月、世界選手権にミドル級(75 kg)で出場、過去にこの大会で金メダリストとなったアボス・アトエフと2回戦で対戦。3回にアトエフから2度のスタンディングダウンを奪い、3回RSC勝ちを収めた。4回戦に勝利してロンドンオリンピック出場権を獲得した後、準決勝でエスキバ・ファルカンを破り、日本人として初めて決勝に進出したが、イエフゲン・フイトロフに22-24の僅差判定負けを喫して銀メダル獲得となった。しかし、世界選手権での銀メダル獲得は日本人最高成績であり、メダリストは石井幸喜、川内将嗣に次いで3人目であった。英国のボクシング専門誌『ボクシング・マンスリー』7月号は、ロンドンオリンピックにおける各階級最大の脅威を紹介する記事の中で、英国にとって「ミドル級最大の強敵は日本の村田」と評価した。
この後、試合をこなしながら調整した方がいいと思う気持ちもあり、全日本選手権には出場し優勝したが、「手の内を明かしたくない」と考え国際試合からは離れた。2012年5月にはワタナベジムへの出稽古で元日本・東洋太平洋スーパーウェルター級王者の柴田明雄とスパーリングをし、高校3年時から交流がある同ジム所属の現役世界王者・内山高志から左ボディー打ちをアドバイスされた。また、7月には帝拳ジムで日本スーパーミドル級1位の三浦広光とスパーリングをし、南京都高の先輩で同ジム所属の現役世界王者・山中慎介から激励を受けた。

### ロンドンオリンピック
2012年のロンドンオリンピックにミドル級で出場。日本人選手のミドル級でのオリンピック出場は1996年のアトランタオリンピックでの本博国に以来16年ぶりとなった。村田は第2シードとなり、8月2日に行われた2回戦から出場。アブデルマレク・ラフーを21-12の判定で下し、準々決勝に進出した。
8月6日に行われた準々決勝ではトルコのアデム・キリッチに初回から1ポイントのリードを許したが、3回に10-5の大差をつけて最終的に17-13の逆転勝ちを収めメダル獲得を確定させた。
8月10日、準決勝で前年の世界選手権で勝利したウズベキスタンのアボス・アトエフと対戦、1回に3ポイントをリードされたものの、後半に入り猛攻を見せ、ポイントで逆転、最終的に13-12で判定勝ちを収めて決勝に進出した。
8月11日の決勝戦ではブラジルのエスキバ・ファルカンを14-13で破り金メダルを獲得した。日本人選手によるボクシング金メダル獲得は1964年東京オリンピックのバンタム級、桜井孝雄以来48年ぶりで、バンタム級を超えた階級でのメダル獲得は日本初となった。この試合は初回を村田、2回をファルカンがとる接戦で、結果的に3回にファルカンの反則のホールディングで村田に2ポイントが加点されたことが勝敗を分けた。ブラジル五輪委員会 (COB) は8月17日になって国際ボクシング協会 (AIBA) に試合結果の見直しを求めたが、この要請は退けられた。
博報堂DYメディアパートナーズが同月下旬に行った「アスリートイメージ評価調査」では、ロンドン五輪で期待以上の成績だったと思う選手の1位に選ばれた。
ロンドンから帰国後間もなく、和歌山県立体育館で開催された国体近畿ブロック予選に参加し、ミドル級のシード選手として8月26日に行われた決勝の1試合を行った。村田はこの試合で竹迫司登に2回56秒RSC勝ちで優勝を収め、京都の岐阜国体出場権を確保するが、試合後に自らは国体に出場せずに「ボクシングはこれで一区切り。基本的には続けようと思っていない」と現役引退を示唆し、東洋大学職員として指導者の道へ進む意向を示した。長期的な展望として日本オリンピック委員会 (JOC) のスポーツ指導者海外研修員としてスポーツ科学やスポーツマネジメントを学びに英国など英語圏の国へ海外留学する構想があることを明かした。プロ転向については、協栄ジムの金平桂一郎会長が1億円の契約金を用意してプロ転向を勧誘するが、村田は「金メダルが1億円より安いとは思わない。それを汚すぐらいなら1億円はいらない」と、これまでと変わらずプロ転向拒否の姿勢を示した。

### アマチュア引退勧告、プロ転向
ロンドン五輪終了後、村田はAIBAが設立するプロ団体AIBAプロボクシング（APB）への参加を名指しで要請されていたが、現役を引退する可能性がある旨を記した公式文書を提出し、日本アマチュアボクシング連盟（現・日本ボクシング連盟。以下、日連）経由で辞退した。その後、村田はアマチュアでの現役続行を選び、AIBAから再度APB参加を要請されたが、再び辞退。その一方で、全日本社会人選手権への出場に意欲を示し、プロ転向に向けても独自に動くなど一貫性を欠いたと見られる行動をとっていた。五輪終了後に東洋大学総監督の東郷武は、3年以内に監督を任せようと考えていたというが、スポーツ報知によれば、2012年秋からはフジテレビ主導で、同局ボクシング中継の窓口である三迫ジム入りとプロ転向を奨められていた。日連会長の山根明は、2013年1月14日に大阪市内で村田からプロ転向の意思を伝えられ、数日後に同ジムの会長・三迫仁志とマネジャーから、経緯報告のための訪問を受けた。
山根によれば、村田が「『プロ転向を他には言ってない』と話しておきながら、東京では（その動きを）ほとんど知っていた」ことも不信感を募らせる一因となった。日連は村田に対して2013年2月2日、大阪市開催の理事会で、引退かアマチュア続行かプロ転向かの進路決定をめぐる信義則違反を理由として、同連盟初となるアマチュア選手としての引退勧告を満場一致で決議した。山根は村田の言動には一貫性がなく、AIBAに対する約束違反があったと説明し、また一連の経過の中で選手の意思は尊重するものの、プロ側とは共存共栄を図れる関係で日連強化選手の引き抜きなどはないものと認識していたが「裏切られた」と不快感を示した。
村田は同日夜に山根と会談し、報道が先行して迷惑をかけたことを全面謝罪した。直後の会見で村田は改めてプロ転向の意思を表明し、引退勧告については「愛情ある措置をいただいたと、僕のことをしっかり考えた上ですべてのことを進めて下さっていると感謝しています。連盟の出された指示に従うだけですから」、またプロ入りについては「僕がプロに行く以上、負けは許されない。東洋大学もまだこの話を知らないですし、まず皆さんに応援していただける環境づくりをしたいと思います」と話した。三迫ジム関係者はまだ何も決まっていないと言い、「村田君と連盟のこういう関係は望んでいなかった」と困惑した様子を見せた。翌3日、日連は大阪市内で臨時総会を開き、村田への引退勧告を正式に承認した。引退勧告から9日後の4月12日、村田はプロ転向を宣言し、三迫ボクシングジムに所属することとなった。
プロ転向の際の騒動について村田は2016年9月3日放送のザ・インタビュー〜トップランナーの肖像〜にて、「僕は初めは引退するつもりだった。でもチヤホヤされたのを含めて周囲から評価されるなかで、まだ体力的にイケるからもうちょっとボクシングがしたい、五輪金メダルを取ったような成功体験をもう一度味わいたいと思った。でもアマチュアで現役続行したいと言ったら『駄目だ』と言われた（誰に言われたか名前は明かさず）。なので後進の指導がしたいし英語の勉強もしたいから海外留学もしたいと職場に相談したがそれも駄目だった。それで今度はプロに転向しようかと妻に相談したら絶対に駄目だと言われ、迷っていた。そんな最中にNHKの課外授業 ようこそ先輩（2012年12月29日放送分）の収録で奈良市立伏見小学校で母校の小学校6年生と2日間過ごしてるうちに、昔の自分の夢が『五輪で金メダルを取ってプロ転向してラスベガスでやる』ことだったことを思い出した。収録を終えて妻に『もう1回自分の夢を追いかけたいからプロに行きたい』と言ったら許してくれた。たぶん妻は最初に相談した時はプロ転向の理由がアマチュアで現役続行できない、留学できないというネガティブな理由だったから駄目と言ったんだと思う。明日に向かっていくもの、次に向かうパワーが理由になったから許してくれたのだと思うので感謝している」と語っている。

### プロデビュー戦へ
2013年4月12日、プロ転向記者会見が開かれ、三迫ジム所属としてプロに転向することが発表された。
2013年4月16日、後楽園ホールでプロテストを受け合格、この模様はフジテレビ「EXCITING TIME」の第1弾として村田のプロテストのスパーリングなどがゴールデンタイムに生中継された。
2013年6月4日、トップランクとの契約を発表。10日にはアメリカ合衆国ロサンゼルスでボブ・アラムと記者会見を行った。
2013年8月25日、有明コロシアムで東洋太平洋ミドル級王者で日本スーパーウェルター級王者でもある柴田明雄と73kg契約6回戦で対戦し、2回2分24秒TKOで下し、圧勝でプロデビュー戦を飾った。この勝利で東洋太平洋ミドル級1位、日本ミドル級1位、WBC世界ミドル級19位にランクされた。
2013年12月6日、両国国技館でデイブ・ピーターソンと73kg契約8回戦を行い、8回1分20秒TKO勝ちを収めた。
2014年2月22日、中華人民共和国のマカオにあるザ・ベネチアン・マカオ内コタイ・アリーナでカルロス・ナシメンと73.4kg契約8回戦を行い、4回43秒TKO勝ちを収めた。
2014年5月22日、島津アリーナ京都でヘスス・アンヘル・ネリオと73.4kg契約10回戦を行い、6回2分35秒KO勝ちを収めた。
2014年7月10日、アメリカ合衆国のカリフォルニア州でWBA世界ミドル級スーパー王者ゲンナジー・ゴロフキンとスパーリングを行った。
2014年9月5日、国立代々木第二体育館でWBC世界ミドル級22位でメキシコミドル級王者でもあるアドリアン・ルナと73.4kg契約10回戦を行い、10回3-0（98-92、99-91、100-90）の判定勝ちを収めた。この試合から村田は帝拳ボクシングジムの所属選手になることが発表された。
2014年12月30日、東京体育館でジェシー・ニックロウと73.4kg契約10回戦を行い、10回3-0（100-91、2者が100-90）の判定勝ちを収めた。
2015年5月1日、大田区総合体育館でWBO世界ミドル級14位でWBOラテンアメリカミドル級王者でもあるダグラス・ダミアオ・アタイデと73.4kg契約10回戦を行い、5回38秒TKO勝ちを収めた。
2015年9月12日、アメリカのラスベガスで試合を予定していたが、練習中に右肩を痛め中止となった。また、これにより計画がずれ込んだため年内の世界挑戦も白紙となった。
2015年11月7日、ラスベガスのトーマス&マック・センターでアメリカデビュー戦。ティモシー・ブラッドリーvsブランドン・リオスの前座で元WBOオリエンタルミドル級王者のガナー・ジャクソンと73.4kg契約10回戦を行い、10回3-0（97-93、98-92、99-91）の判定勝ちを収めた。
2016年1月30日、上海の上海東方体育中心でWBCムンドヒスパノミドル級王者のガストン・アレハンドロ・ベガと73.4kg契約10回戦を行い、2回2分23秒KO勝ちを収めた。
2016年5月14日、香港の香港コンベンション・アンド・エキシビション・センターでフェリペ・サントス・ペドロソと73.4kg契約10回戦を行い、4回2分50秒TKO勝ちを収めた。
2016年7月23日、MGMグランド・ガーデン・アリーナに初登場。テレンス・クロフォードvsビクトル・ポストルの前座で元NABA北米並びにWBCアメリカ大陸ミドル級王者のジョージ・タドーアーニッパーとスーパーミドル級契約10回戦を行い、ボディアッパーでダウンを奪い最後は連打でレフェリーがストップ。初回1分52秒TKO勝ちを収めた。
2016年12月30日、有明コロシアムでブルーノ・サンドバルと162ポンド契約10回戦を行い、3回2分53秒KO勝ちを収めた。この勝利でWBA世界ミドル級2位にランクされた。
2017年3月27日、同月18日にWBA世界ミドル級レギュラー王者ダニエル・ジェイコブスが同スーパー王者ゲンナジー・ゴロフキンとの団体内王座統一戦に敗れWBA世界ミドル級レギュラー王座が空位となったことに伴い、WBA世界ミドル級暫定王者でWBA世界ミドル級1位のハッサン・ヌダム・ヌジカムとWBA世界ミドル級2位の村田との間でWBA世界ミドル級レギュラー王座決定戦を行うことが発表された。

### WBA世界ミドル級王座挑戦、再戦へ
2017年5月20日、有明コロシアムでWBA世界ミドル級暫定王者でWBA世界ミドル級1位のハッサン・ヌダム・ヌジカムとWBA世界ミドル級レギュラー王座決定戦を行い、4回に右のカウンターでダウンを奪い、その後も試合を優勢に進めるも、プロ初黒星となる12回1-2（117-110、111-116、112-115）の判定負けを喫し王座獲得に失敗した。この判定は"疑惑の判定"とも言われ、試合後にWBA会長はヌジカムと村田を再戦させる意向を示すと共に「私のスコアは117-110で村田の勝利。まずは村田諒太、帝拳プロモーション、そしてすべての日本のファンに謝らなければならない。このひどい判定によるダメージを修復する言葉はない」と自身のソーシャルメディアにコメントを載せ、この試合の判定に言及した異例の声明を発表した。
2017年5月24日、JBCは上述のヌジカムと村田の間で行われたWBA世界ミドル級王座決定戦に関し、採点の内容に関してWBA会長に文書で抗議したと発表した。試合の採点結果を再検証し、2週間以内の回答を求めたとのこと。
2017年5月25日、WBAはヌジカム支持の採点をしたグスタボ・バティージャとヒューバート・アールを6ヵ月間の資格停止処分とし、上述のヌジカムと村田の間で行われたWBA世界ミドル級王座決定戦の採点に問題があったとしてヌジカムと村田に対し再戦するよう指令を出した。
2017年6月27日、WBAは上述の再戦指令に基づく対戦交渉が合意に至らなければWBA世界ミドル級レギュラー王者ハッサン・ヌダム・ヌジカム対WBA世界ミドル級1位村田諒太の入札を同年7月7日に行うと発表したが、6月29日、帝拳ジムの本田明彦会長はWBAの入札指令について、「（相手陣営と）まだ交渉も始めていないのに、おかしな話だ。入札は100％やらない。こちらは（再戦を）あまりやる気はない」と話し、「村田がWBA以外の団体とやるのを阻止するために（入札指令を）出したのではないか」との見解を示した。

### WBA世界ミドル級王座獲得
2017年10月22日、両国国技館でWBA世界ミドル級レギュラー王者のハッサン・ヌダム・ヌジカムと再戦し、7回終了TKO勝ちを収め前戦の借りを返し、日本人として竹原慎二以来22年ぶり2人目のミドル級世界王者となった。試合はアメリカではESPNの第2チャンネルESPN2によって生中継された。10月28日、WBAの2017年10月度の月間MVPに選出された。
2018年2月9日、東京・関西運動記者クラブ・ボクシング分科会による、2017年プロボクシング年間最優秀選手賞を受賞した。
2018年4月15日、横浜アリーナでWBA世界ミドル級6位のエマヌエーレ・ブランダムラと対戦し、8回2分56秒TKO勝ちを収め、初防衛に成功した。アメリカではESPN2で生中継された。
2018年6月12日、WBAはWBA世界ミドル級3位のロブ・ブラントと指名試合を行うよう指令を出した。
2018年8月13日、WBA本部で行われた指名試合の入札で村田を擁するトップランク社は参加せず、ブラントを擁するグレッグ・コーヘン・プロモーションズが最低入札額の20万ドルを僅かに上回る202,114ドルで落札、ファイトマネーの分配率は共に50%（101,057ドル）となった。

### 王座陥落、そして奪還
2018年10月20日、ラスベガスのパークMGM内パークシアターでWBA世界ミドル級3位のロブ・ブラントと対戦し、軽快なブラントに対して手も足も遅い村田は終始主導権を握られ、12回0-3（110-118、109-119×2）での判定負けで2度目の防衛に失敗し、王座から陥落した。試合はアメリカではESPN+、日本では日本人ボクサーでは初めてとなるDAZNで生中継され、後日にフジテレビで深夜録画放送された。
2019年7月12日、大阪府立体育会館にてWBA世界ミドル級レギュラー王者のロブ・ブラントと再戦を行い、2回2分34秒TKO勝ちを収め、9ヶ月振りに王座返り咲きに成功した。試合はアメリカではESPN+でストリーム配信された。
2019年7月18日、ロブ・ブラントが試合の契約に含まれていた再戦条項の権利を行使すると明かすも、その後、村田とスティーブン・バトラーの勝者との対戦が保障されることを条件に、再戦条項の権利行使を延期する意向を示した。
2019年12月23日、横浜アリーナでWBA世界ミドル級8位のスティーブン・バトラーと対戦し、5回2分45秒TKO勝ちを収め初防衛に成功した。
2020年2月3日、サウル・アルバレスとの対戦交渉を、帝拳ジム側が会場に5月24日のさいたまスーパーアリーナを押さえ、本田明彦会長が渡米し、最終交渉にあたったが、アルバレスのプロモーターであるゴールデンボーイ・プロモーションズは積極的だったが、アルバレス本人に近いサイドがメキシコの戦勝記念日の5月5日前後の米本土での開催にこだわり難色を示して、いったん交渉中止となり、5月開催は無くなった。
2020年3月6日、サウル・アルバレスとの対戦交渉について、本田明彦会長が「12月に対戦する方向になっている」と相手側と基本合意していることを明かした。
2021年1月6日、アルバレスの王座返上により空位となっていたミドル級スーパー王座について、WBAはキャリアと記録を考慮して、村田をレギュラー王座からスーパー王座に昇格したことを発表した。

### ゲンナジー・ゴロフキンとの対戦
2021年11月12日、東京都内で開かれた記者会見において、ゲンナジー・ゴロフキンとの2団体王座統一戦が12月29日にさいたまスーパーアリーナで開催されることが正式発表された。記者会見には村田のほか帝拳ジムの浜田剛史代表、リモートで米フロリダ州からゴロフキンとGGGプロモーションのトム・ロフラーが出席し、海外メディア向けの第1部と国内メディア向けの第2部というスタイルで行われた。帝拳ジム会長の本田明彦は両者のファイトマネーの合計が「日本ボクシング史上最高額」である事を明かした。
2021年12月3日、新型コロナウイルスの変異株オミクロン株急拡大を受け、政府が外国人の新規入国を禁止する水際対策を実施したことで、ゴロフキンが日本に入国することが出来なくなり試合が延期になったことが発表された。
2022年3月3日、3月からの政府の外国人に対する水際対策の緩和を受けて、試合が4月9日に再設定されたことが発表された。
2022年4月9日、2年4か月ぶりの試合をさいたまスーパーアリーナでIBF世界ミドル級王者ゲンナジー・ゴロフキンと2団体王座統一戦を行い、序盤はボディを当て相手を下がらせる場面はあったものの、その後はゴロフキンのガードの間を縫う多彩な角度のパンチを受けて徐々に劣勢となり、9回村田の左フックに右のカウンターを合わせられてダウンするとセコンドからタオルが投入され、9回2分11秒TKO負けを喫し、WBAスーパー王座から陥落した。試合後のリング上で、ゴロフキンから中央アジアの民族衣装チャパン（en:Chapan）のガウンを贈られた。後にゴロフキンは「カザフスタンには、チャパンを最も尊敬する人に贈るという習慣がある。彼に敬意を表して贈った」と語っている。なお、試合の模様は日本国内がAmazon Prime Video、海外ではDAZNで生配信され、後日WOWOWで録画放送された。

### 引退
2023年2月22日、本田明彦会長に正式な引退意向を伝え、了承され、22年度ボクシング年間表彰式に出席した際に、前年4月に行われたゴロフキン戦について「僕の中では最後と思っている。まだ発表できていないだけの話で、個人的にはそう思っている」と事実上の引退を表明した。2023年3月28日、都内で会見を開き、引退を正式発表した。

## 戦績
- アマチュアボクシング：138戦 119勝  (89KO・RSC) 19敗
- プロボクシング：19戦 16勝 (13KO) 3敗

| 戦           | 日付           | 勝敗 | 時間    | 内容    | 対戦相手                     | 国籍             | 備考                                   |
| ------------ | -------------- | ---- | ------- | ------- | ---------------------------- | ---------------- | -------------------------------------- |
| 1            | 2013年8月25日  | ☆    | 2R 2:24 | TKO     | 柴田明雄（ワタナベ）         | 日本             | プロデビュー戦                         |
| 2            | 2013年12月6日  | ☆    | 8R 1:20 | TKO     | デイブ・ピーターソン         | アメリカ合衆国   |                                        |
| 3            | 2014年2月22日  | ☆    | 4R 0:43 | TKO     | カルロス・ナシメント         | ブラジル         |                                        |
| 4            | 2014年5月22日  | ☆    | 6R 2:35 | KO      | ヘスス・アンヘル・ネリオ     | メキシコ         |                                        |
| 5            | 2014年9月5日   | ☆    | 10R     | 判定3-0 | アドリアン・ルナ             | メキシコ         |                                        |
| 6            | 2014年12月30日 | ☆    | 10R     | 判定3-0 | ジェシー・ニックロウ         | アメリカ合衆国   |                                        |
| 7            | 2015年5月1日   | ☆    | 5R 0:38 | TKO     | ダグラス・ダミアオ・アタイデ | ブラジル         |                                        |
| 8            | 2015年11月7日  | ☆    | 10R     | 判定3-0 | ガナー・ジャクソン           | ニュージーランド |                                        |
| 9            | 2016年1月30日  | ☆    | 2R 2:23 | KO      | ガストン・アレハンドロ・ベガ | アルゼンチン     |                                        |
| 10           | 2016年5月14日  | ☆    | 4R 2:50 | TKO     | フェリペ・サントス・ペドロソ | ブラジル         |                                        |
| 11           | 2016年7月23日  | ☆    | 1R 1:52 | TKO     | ジョージ・タドーアーニッパー | アメリカ合衆国   |                                        |
| 12           | 2016年12月30日 | ☆    | 3R 2:53 | KO      | ブルーノ・サンドバル         | メキシコ         |                                        |
| 13           | 2017年5月20日  | ★    | 12R     | 判定1-2 | ハッサン・ヌダム・ヌジカム   | フランス         | WBA世界ミドル級王座決定戦              |
| 14           | 2017年10月22日 | ☆    | 7R 終了 | TKO     | ハッサン・ヌダム・ヌジカム   | フランス         | WBA世界ミドル級タイトルマッチ          |
| 15           | 2018年4月15日  | ☆    | 8R 2:56 | TKO     | エマヌエーレ・ブランダムラ   | イタリア         | WBA防衛1                               |
| 16           | 2018年10月20日 | ★    | 12R     | 判定0-3 | ロブ・ブラント               | アメリカ合衆国   | WBA陥落                                |
| 17           | 2019年7月12日  | ☆    | 2R 2:34 | TKO     | ロブ・ブラント               | アメリカ合衆国   | WBA世界ミドル級タイトルマッチ          |
| 18           | 2019年12月23日 | ☆    | 5R 2:45 | TKO     | スティーブン・バトラー       | カナダ           | WBA防衛1→スーパー王座認定              |
| 19           | 2022年4月9日   | ★    | 9R 2:11 | TKO     | ゲンナジー・ゴロフキン       | カザフスタン     | WBA・IBF世界ミドル級王座統一戦 WBA陥落 |
| テンプレート |                |      |         |         |                              |                  |                                        |

## 人物
- 南京都高等学校ボクシング部で指導を受けた同校監督の武元前川を恩師として挙げている。2010年2月に武元は急死したが、村田は「先生の夢は五輪選手を育てたい、だった」と話している[15]。
- 2008年に北京五輪出場を逃し現役を引退した後は、東洋大学職員兼ボクシング部コーチとして大学に勤務し後進の指導を担当していたが、2009年2月に東洋大学ボクシング部の元部員が覚醒剤取締法違反容疑で逮捕されると、東洋大学ボクシング部は活動自粛となり、関東大学リーグ1部から3部へ降格処分が下された。そのため村田はコーチであったのに不祥事を止められなかった自戒の念と、全日本選手権で優勝することが出来れば東洋大学ボクシング部の名誉回復につながるのではと判断し現役に復帰した[5]。
- 2010年5月に東洋大学に勤務する4歳年上の女性と結婚。翌年5月に長男、2014年5月に長女が誕生。ロンドン五輪の準々決勝直前には携帯電話で日本にいる長男の映像を見て気持ちを落ち着かせた[139]。
- ロンドン五輪バンタム級銅メダリストの清水聡とは同い年で大学1年時からともに日本代表として過ごすライバル関係であり、ロンドン五輪準々決勝に出発する前、前日にメダル獲得を確定させた清水からは「村田は変に『頑張れよ』という方が緊張するだろうから」と考えて「負けろよ」とエールを送られた[140]。
- アマチュアボクシングに誇りを持っているため「アマチュア」という言葉を嫌い、その理由を「プロに負ける要素がないから」と説明している。プロボクサーとのスパーリングで実際には村田が相手を翻弄していても「引けを取らない」などとマスメディアが報じることも好まない[141]。ロンドンオリンピックを控えた2012年中ごろには「世界チャンピオンが今、プロで何人もいますけど、僕らの世界ではそうはいかないですよ」と話している[映像 4]。
- 日本人ボクサーとして竹原慎二以来2人目のミドル級世界王者で、竹原慎二がウィリアム・ジョッピーに敗れて出来なかったミドル級世界王座の防衛を日本人ボクサーとして初めて達成した[142]。
- 好きな選手はフェリックス・トリニダード[5]。
- 憧れのアスリートとして魔裟斗と室伏広治を挙げている[5]。
- 村田が18歳の頃から魔裟斗がパンチのみのボクシングスパーリングをする際にスパーリング・パートナーとして招聘され拳を交えている。スパーリングでは村田に分があったものの、初めてスパーリングをした時は、当時ボクシングがK-1に人気を奪われていたことから「蹴りが無いパンチだけのスパーリングでは絶対に負けたくない」という意気込みに反して、既にK-1世界王者に輝いていた魔裟斗に劣勢を強いられた[143]。ゴング格闘技で両者が対談した際に魔裟斗は「村田くんの素質の良さは当時から感じていた」と語っている。
- 「喧嘩をしたら負けると思った」人物として室伏広治と朝青龍の二人を挙げている[144]
- CTスキャン撮影の際、医者に「頭蓋骨が厚いね。一般の人より1.5倍くらい厚い」と言われたことがある[5]。
- アマ時代の一時期ウェイトトレーニングを取り入れていたが、スピードが鈍り、故障も増えたことから現在はやっていない[5][145]。
- 試合前および試合後は飲まないが、それ以外の日には飲酒をすることがある[5]。
- 勝負曲はSuperflyの「Beep!!」である[5]。
- 2013年9月、女性向けファッションショー「神戸コレクション」にゲストモデルとして出演[146]。
- 牧師のアーサー・ホーランドから洗礼を受け、クリスチャンとなる[147]。そのためインタビュー等で聖書を引用することがある[148][149]。

## 獲得タイトル
アマチュア
- 2005年アジア選手権ミドル級銅メダル
- 2011年インドネシア大統領杯ミドル級金メダル
- 2011年世界ボクシング選手権大会ミドル級銀メダル
- ロンドンオリンピックミドル級金メダル

プロ
- WBA世界ミドル級レギュラー王座（1期目:防衛1=陥落、2期目:防衛1=スーパー王座に認定）
- WBA世界ミドル級スーパー王座（防衛0）

## 主な受賞歴
ボクシング競技
- プロ・アマチュア年間表彰
  - 2005年アマチュアボクシング部門 最優秀選手賞[150]
  - 2006年アマチュアボクシング部門 敢闘賞[151]
  - 2007年アマチュアボクシング部門 敢闘賞[152]
  - 2011年アマチュアボクシング部門 最優秀選手賞[153]
  - 2012年アマチュアボクシング部門 最優秀選手賞[154]
  - 2013年プロボクシング部門 新鋭賞[155]
  - 2014年プロボクシング部門 努力賞[156]
  - 2017年プロボクシング部門 最優秀選手賞[157]
  - 2019年プロボクシング部門 殊勲賞・優秀選手賞・KO賞[158]
  - 2022年プロボクシング部門 年間最高試合賞[159]
- JOCスポーツ賞 特別功労賞（2012年）[160]
- 京都府スポーツ賞 特別栄誉賞（2012年）[161]
- JOC オリンピック特別賞（2012年）[162]
- 東京都栄誉賞（2012年）[163]
- 都民スポーツ大賞（2012年）[163]
- 奈良県県民栄誉賞（2012年）[164]
- 奈良市市民栄誉賞（2012年）[165]
- 紫綬褒章（2012年）[166]
- アジア・オリンピック評議会 スポーツ・スター賞（2012年）[167]
- スポーツニッポンフォーラム FOR ALL 2012 グランプリ（2012年）[168]
- 毎日スポーツ人賞 個人賞（2012年）[45]
- ビッグスポーツ賞（2012年）[169]
- 日本スポーツ賞 オリンピック特別賞（2012年）[170]
- デイリースポーツ ホワイトベア・スポーツ賞 個人賞（2012年）[171]
- 日本プロスポーツ大賞 殊勲賞（2017年）[172]
- WBA 2017年10月度月間MVP
- 第13回日本スポーツ学会大賞（2022年）[173]

その他
- ベストジーニスト（2012年）[174]
- GQ Men of the Year 2012[175]
- イクメン オブ ザイヤー （2013年）
- ベスト・ファーザー イエローリボン賞（2014年）[176]
- ベストネクタイスト賞（2014年）

## スポンサー
- マイナビ
- Stake.com
- BOAT RACE振興会[177]
- Sammy
- Flight PILOT
- ナイキ[178]

### 過去のスポンサー
- アンダーアーマー
- すき家[179]
- 全日空
- Tailor Fields
- DAZN[180]
- MGMリゾーツ[181]
- サッポロビール[182]

## メディア出演

### CM
- NTTドコモ LTE 「Strong.村田さんと謙さん」 篇 （同社のイメージキャラクター・渡辺謙と共演、2013年10月12日 - ）
- 高橋書店
- アンダーアーマー
- すき家
- NURO
- フジテレビ「変わる、フジ。変える、テレビ」
- Google

### テレビ番組
- 情熱大陸（毎日放送、2013年08月25日[183]、2017年5月28日[184]、10月29日[185]）
- 「黄金のバンタム」を破った男〜ファイティング原田物語〜（フジテレビ、2014年2月22日） - ジムの選手 役
- 第68回NHK紅白歌合戦（2017年12月31日、NHK総合・ラジオ第1） - ゲスト審査員

### 映像資料
1. ↑  インドネシア大統領杯2011 村田決勝 (試合全容). 善理俊哉（格闘技ライター）のYouTubeチャンネル. 2 September 2011. 2012年6月24日閲覧.
2. ↑  Boxing Men's Middle (75kg) - Gold Medal Final - Brazil v Japan Full Replay - London 2012 Olympics (試合全容) (英語). IOC（国際オリンピック委員会）の公式YouTubeチャンネル. 11 August 2012. 2012年8月19日閲覧.
3. ↑  Boxing Men's Middle (75kg) Finals Bout - Japan GOLD - London 2012 Olympic Games Highlights (試合・表彰式抜粋、インタビュー) (英語). IOCの公式YouTubeチャンネル. 12 August 2012. 2012年8月19日閲覧.
4. ↑  半世紀ぶりの金メダルへ 村田諒太〈東洋大学ボクシング部コーチ〉. 大学スポーツ総合サイトCSParkのYouTubeチャンネル. 6 July 2012.  該当時間: 2:25. 2012年8月19日閲覧.